# Far Cry 4
Far Cry 4 је пуцачка игра из првог лица из 2014. године коју је развио Убисофт Монтреал, а објавио Убисофт. Наследник је видео игре Far Cry 3 из 2012. године и четврти део франшизе игрице Far Cry. Игра се одвија у Кирату, измишљеној хималајској земљи. Главна прича прати Аџеја Галеа, младог Кирато-Американца, који бива заробљен усред грађанског рата у којем се боре Киратова краљевска војска, под контролом тиранског диктатора и самопостављеног краља Пагана Мина и побуњенички народни покрет звани "Златни пут". Игрица се фокусира на борбу и истраживање; играчи ове игре се боре против непријатељских војника и опасних дивљих животиња користећи широк спектар оружја. Игра садржи пуно мисија и споредних задатака а такође садржи и уређивач мапа, кооперативни и такмичарски режим за више играча.
Игра је била најављена у мају 2014. године, а развој исте је почео одмах након изласка игрице Assassin's Creed III крајем 2012. Тим је првобитно намеравао да развије директни наставак претходне игрице Far Cry 3, али је идеја касније укинута, а тим је одлучио да развије нову поставку и нову причу за игру. Одређени аспекти Far Cry 4 инспирисани су непалским грађанским ратом, а костим антагонистe игре Паган Мин инспирисан је јапанским филмовима "Ichi the killer" и "Brother". Мултиплејер, односно могућност играња такмичарског онлајн режима за игру створио је Red Storm Entertainment, док је за сегменте "Шангри-Ла" паралелне приче у игрици, био задужен Убисофт Торонто. Игра је објављена за PlayStation 3, PlayStation 4, Икс-бокс 360, Икс-бокс један и Мајкрософт Виндовс у новембру 2014.
Far Cry 4 је након изласка наишао на углавном позитивне критике и коментаре. Критичари су похвалили дизајн отвореног света, визуелне елементе, звучну подлогу и ликове, посебно антагонисту Паган Мина, као и нове додатке у игри и богатство садржаја. Међутим, неки критичари нису волели причу и сматрали су да је игра превише слична претходнику. Игра је имала комерцијални успех, продавши седам милиона примерака до краја 2014. године, и представљала је највеће представљање у историји франшизе. Наследник, Far Cry 5, објављен је у марту 2018.

## Гејмплеј
је акционо-авантуристичка игра из првог лица. Играчи преузимају контролу над Аџеј Галеом, Кирато-Американцем, који је на задатку да проспе пепео своје преминуле мајке у измишљеној земљи Кират. Аџеј може да користи различито ватрено оружје кратког и дугог домета, укључујући пиштоље, револвере, пушке, пумпарице, аутоматске пушке, лук и стрелу, бацач пламена, ракетне бацаче, бацаче граната и снајперске пушке. Моћније верзије овог оружја постају доступне након напредовања кроз игру. Бацачко оружје укључује бомбе, Молотовљеве коктеле и ножеве за бацање. Игра омогућава играчима да се склоне како би избегли пуцњаву и да изводе ручна убиства ножем одозго, одоздо или изблиза противнику. За разлику од претходних игрица, Far Cry 4 даје играчима могућност да шутирају предмете и способност да сакрију лешеве непријатеља.
Уникатност ове игрице је то што играчи имају способност да јашу слонове, који служе као оружје или возило налик тенку. Такође, опремљени сте дигиталном камером, која омогућава да обележи и истакне све видљиве непријатеље, животиње и пленове. Можете бацити мамац према непријатељима, што привлачи дивље животиње у близини које су непријатељске и према играчу и према непријатељима. Играчи такође могу ловити и одерати животиње које користе за многе погодности у игрици у виду већег броја оружја које може да се носи, већег броја експлозива и сл.
Игра садржи велику мапу и велики број регија које су играчима потпуно отворена за истраживање. Садржи неколико окружења, укључујући шуме, реке и планине. Да би играчима омогућила брже путовање између места, игра садржи различита возила, укључујући разне аутомобиле, камионе и водена возила попут глисера и скутера на води. Играчи могу истовремено возити и пуцати, а могу омогућити и аутоматску вожњу, у којој игра преузима улогу управљања возилом и води играче до њихових циљева. Играчи такође могу да отму друга возила током вожње. "Базер", ваздушно возило налик жирокоптеру, уведено је у игру, омогућавајући играчима да стекну тактичку предност из ваздуха. У игри су такође представљени падобрани, летећи комбинезони и куке за хватање и планинарење; ови предмети помажу играчима да прелазе преко литица и брзо се крећу околином. Делови игре одвијају се у "Шангри - Ла", мистичној земљи снова у којој се играчи боре против демона као киратски ратник Калинаг. Док су у "Шангри-Ла", играче прати повређени тигар који им служи као пратилац. Играчи могу да издају команде тигру, који им помаже у борби.
Мапа се постепено отвара ослобађањем радио торњева, ослобађањем војничких кампова Паган Мина и омогућавањем ширења "Златног пута". Ови торњеви помажу играчима да открију нова подручја и означе нове локације од интереса на мапи. Свет је пренатрпан војницима који су под контролом Паган Мина, у које играчи могу да се инфилтрирају. Такође се могу наћи четири веће тврђаве, које садрже јачу одбрану и теже комбинације непријатеља. Ако играчи успешно ослободе ове тврђаве, они ће служити као тачке за брзо путовање, омогућавајући брзу навигацију кроз свет игре. Додатне мисије и споредни задаци такође постају доступни. Постоји много споредних мисија које се могу извршити, укључујући спашавање талаца, потраге за уклањањем бомби и ловачке мисије. Затим прикупљени делови животиња могу се користити за израду нових торбица и каишева. 
Играчи могу зарадити искуствене бодове под називом "Карма" испуњавањем мисија и побеђивањем непријатеља, а ти искуствени бодови се потом могу потрошити на побољшање перформанси и надоградње. Постоје два скупа способности између којих играчи могу да изаберу, а зову се Тигар и Слон. Надоградње Тигра углавном побољшавају офанзивне способности играча, док надоградње Слона побољшавају одбрамбене способности играча. Током игре одвијају се разни случајни догађаји и непријатељски сусрети; на пример, играча може неочекивано напасти орао, ударити га аутомобил или бити жртва напада од стране неке животиње. Играчи могу скупљати "карму" вршећи љубазне акције према члановима "Златног пута", на пример помажући им када их нападну дивље животиње или непријатељи. То ће играчима дати попусте при куповини нових предмета на трговинским местима и омогућиће играчима да зову подршку од чланова "Златног пута". Играчи такође могу стећи "Карму" сакупљањем предмета попут маски, пропагандних плаката и молитвених точкова. Постоји и режим Арена, у којем се играчи боре против људских непријатеља и животиња за додатне "Карма" бодове и награде.

## Прича

### Инспирација
Прича је инспирисана десетогодишњом маоистичком побуном у Непалу. Игра се дешава у Кирату, измишљеној хималајској земљи која потиче од киратских етничких група Непала и северне Индије. Кират је некада била аутономна држава на Хималајима којом је владала краљевска породица пре него што је била захваћена серијом грађанских ратова. Протагониста ове игре проналази земљу у стању сукоба између Киратове краљевске војске, коју предводи ексцентрични и тирански краљ Паган Мин, и "Златног пута", побуњеничког покрета који се бори за ослобађање Кирата од Минове репресивне владавине. Одлуке које Аџеј донесе одредиће судбину Кирата.

### Ток дешавања
Након смрти своје мајке Ишвари, Аџеј Гале (Џејмс А. Вудс) враћа се у своју земљу Кират како би извршио коначну жељу да постави њен пепео поред своје преминуле ћерке Лакшмани. Међутим, његова мисија се прекида када краљевску војску нападне аутобус којим путује, а њега зароби Паган Мин (Трој Бејкер), ексцентрични и насилни краљ те земље. Ишуњајући се из Паганове виле, Аџеј бежи уз помоћ Сабала (Навин Ендрус), заповедника "Златног пута", побуњеничког покрета који је основао Аџејев отац Мохан Гале. Аџеј није у могућности да напусти земљу јер је Краљевска војска преузела контролу над јединим аеродромом Кират и запечатила границе.
Након двадесет и кусур година откако су Ишвари и Аџеј побегли из Кирата, побуна је стагнирала, а "Златни пут" се сада бори за њихово само постојање. Као син Мохан Галеа, Аџеј постаје симбол "Златног пута". Након што је ослободио групу талаца и ослободио територију коју је држао Паган, "Златни пут" планира сломити Паганову моћну војску циљајући његова три регионална гувернера: Пола "Де Плур" Хармона (Трејвис Вилингем), који надгледа производњу опијума и води Паганове коморе за мучење ; Нур Наџар (Мајлин Дин-Робик), која се бави ловокрађом и проституцијом а која је и сама постала жртва Паганове окрутности након што јој је киднаповао породицу; и Јума Лау (Гвендолин Јео), Паганова усвојена сестра и његова десна рука која је опседнута откривањем тајни мистичног царства "Шангри - Ла".
Међутим, и сам "Златни пут" је угрожен дубоким поделама између његових заповедника, Сабала, који се залаже за традиционалне вредности, и Амите (Џанина Гаванкар), која се залаже за напредак, што укључује и велико ослањање на трговину дрогом. Аџеј је присиљен да интервенише у неколико наврата, својим одлукама утичући директно на то у ком правцу иде "Златни пут". Први гувернер који је пао је Де Плур након што Нур помогла Аџеју да пронађе начин да се инфилтрира у Де Плуров центар за опијум, омогућавајући војсци "Златног пута" да га ухвати. Амита и Сабал касније задају Аџеју да се суочи и убије Нур. Она умире у својој борилачкој арени, било са Аџејом који ју је убио, или са својим самоубиством сазнавши да јој је Паган чак годинама уназад и погубио њену породицу.
Док "Златни пут" обезбеђује Киратове јужне провинције, Аџеја контактира Вилис Хантли (Алејн Гоулем), агент ЦИА-е који нуди обавештајне податке за побуњенике и странице из очевог дневника у замену за убиство Јуминих поручника. Након што их је Аџеј убио неколико, Хантли признаје да су у ствари имовина ЦИА-е и да је он послат на чишћење након ЦИА-е, јер агенција Пагана више није доживљавала као претњу. Хантли издаје и ставља Аџеја у Паганову клопку баш у тренутку када се Златни пут спрема за улазак у Северни Кират.
Аџеј завршава у Јумином планинском затвору из којег успева да побегне. У том процесу сазнаје да је Јума почела презирати Пагана, пре свега због његове наклоности према Аџејевој покојној мајци. Златни пут полако се пробија према северу, док Аџеј покушава да се поново повеже са другим делом побуњеника. Паган, свестан Јумине завере против њега, издаје Јуму до "Златног пута". Аџеј је увучен у сукоб са њом и и на крају побеђује, али тензије између Амите и Сабала досежу нове висине и Аџеј је принуђен да донесе коначну одлуку ко ће водити њихову војску. Којег год вођу одабере, он ће послати Аџеја да убије другог како би их спречио да започну нови грађански рат, а Аџеј може да одлучи да ли ће их убити по наређењу или их пустити. Са "Златним путем" који је сада уједињен под јединственим вођом, Аџеј им се придружује у нападу на Паганову тврђаву и продире сам до Паганове личне палате док његова "Златни пут" задржава војску.

### Крај
Аџеј одлази до Паганове палате, где налеће и на самог Пагана који покушава да га одврати од убиства тврдећи да је само намеравао да помогне. Игра на самом крају нуди избор коначне одлуке: да га упуцате одмах или да се смилујете и да га послушате. Ако упуцате Пагана, игра се одмах завршава, а ако ипак одлучите да га послушате, Паган ће открити Аџеју да је његов отац Мохан послао његову мајку Ишвари да шпијунира Пагана у првим данима "Златног пута", али су се они заљубили и добили заједничку ћерку: Лакшману, Аџејеву полусестру. Мохан убива Лакшману због Ишваријеве издаје, а Ишвари убија свог мужа Мохана, пре него што је напустила земљу са бебом, тј. Аџејом. Паган показује Аџеју храм у којем се налази Лакшманин пепео, где ће Аџеј поред ње оставити Ишваријев пепео. Паган се затим укрцава у хеликоптер и мирно одлази, остављајући земљу у Аџејевим рукама. Играч може одабрати да сруши Паганов хеликоптер док он лети, притом убијајући Пагана.
Након тога, "Златни пут" преузима контролу над Киратом. Коначни крај зависи од тога којој се вођи Аџеј на крају приклонио. Ако Амита буде постављена на чело, она претвара Кират у ауторитарну државу за дрогу, приморавајући сељане да раде у фабрикама и пољима дроге, притом мобилизовајући децу као војнике да ојачају своје редове против остатака Краљевске војске; Аџеј такође сазнаје да јој је одведена сестра Бадра, "како никад више не би дошла". А са друге стране ако Сабал буде постављен на чело, Кират постаје патријархална фундаменталистичка теократија у којој се погубљују све Амитине присталице, женама се ускраћују основна политичка права, а Бадра је постављена као верски симбол земље. Играч има избор да убије вођу Златног пута или да их остави на животу.

### Алтернативни крај
Постоји један занимљив и алтернативни завршетак игре којег су девелопери ставили на сам почетак игре. Како би завршио игрицу, Аџеј мора једноставно сачекати за столом на вечери на коју га је Паган довео. Када се Паган врати након неких петнестак минута, он се захваљује Аџеју што је био „џентлмен“ и води га до Лакшманиног храма, говорећи Аџеју о својој породичној историји. Након што Аџеј остави мајчин пепео у храм, Паган га позива да му се придружи како би „коначно пуцао из неког проклетог оружја“.